# الفريد سانكو
الفريد سانكو (بالإنجليزية: Alfred Sankoh)‏ (22 أكتوبر 1988 بفريتاون في سيراليون - ) هو لاعب كرة قدم سيراليوني في مركز الوسط ي . شارك مع منتخب سيراليون لكرة القدم. أما مع النوادي، فقد لعب مع شانلي أورفا سبور ونادي خزر لنكران ونادي سترومسغودست ونادي كالون ونادي الجبلينUllern IF ‏ وGambia Ports Authority FC ‏ وOld Edwardians F.C. ‏ وبالق أسير سبور.

## وصلات خارجية
- الفريد سانكو على موقع اتحاد النرويج (النرويجية)
- الفريد سانكو على موقع اتحاد تركيا (لاعب) (الإنجليزية)
- الفريد سانكو على موقع قاعدة بيانات كرة القدم.إي يو (الإنجليزية)
- الفريد سانكو على موقع ناشيونال فوتبول تيمز (الإنجليزية)
- الفريد سانكو على موقع Soccerway.com (الإنجليزية)
- الفريد سانكو على موقع عالم كرة القدم.نت (الإنجليزية)